# Willy Russell
William Martin Russell, noto semplicemente come Willy Russell (Whiston, 23 agosto 1947) è un drammaturgo, paroliere, compositore e sceneggiatore britannico.

## Biografia
Cominciò a scrivere per il teatro durante gli anni dell'università e fece il suo debutto come drammaturgo come un trittico di atti unici andati in scena all'Edinburgh Festival Fringe nel 1972. Da allora ha scritto una ventina da opere teatrali e musical. Russell è noto soprattutto per le commedie Educating Rita e Shirley Valentine, entrambe riadattate per il cinema e premiata con il Laurence Olivier Award per la migliore commedia, il massimo riconoscimento del teatro britannico.
Nel campo del teatro musicale è noto soprattutto per aver scritto il libretto e la colonna sonora di Blood Brothers, premiato con il Laurence Olivier Award al miglior nuovo musical nel 1983 e candidato al Tony Award al miglior musical al suo debutto a Broadway nel 1993. Il musical fu un grande successo e rimase in cartellone sulle scene londinesi per oltre diecimila rappresentazioni. Per la sceneggiatura di Rita, Rita, Rita ha ricevuto una candidatura all'Oscar alla migliore sceneggiatura non originale nel 1984.
Russell è sposato con Annie Seagroatt dal 1969 e la coppia ha avuto tre figli.

## Filmografia parziale
- Rita, Rita, Rita (Educating Rita), regia di Lewis Gilbert (1983)
- Shirley Valentine - La mia seconda vita (Shirley Valentine), regia di Lewis Gilbert (1989)

## Riconoscimenti
- Premio Oscar
  - 1984 - Candidatura per la migliore sceneggiatura non originale per Rita, Rita, Rita
- Golden Globe
  - 1984 - Candidatura per la migliore sceneggiatura per Rita, Rita, Rita
- BAFTA
  - 1984 - Candidatura per la migliore sceneggiatura non originale per Rita, Rita, Rita
  - 1990 - Candidatura per la migliore sceneggiatura non originale per Shirley Valentine - La mia seconda vita
- Premio Laurence Olivier
  - 1980 - Miglior commedia per Educating Rita
  - 1983 - Miglior nuovo musical per Blood Brothers
  - 1988 - Miglior commedia per Shirley Valentine
- Tony Award
  - 1989 - Candidatura per la migliore opera teatrale per Shirley Valentine
  - 1993 - Candidatura per il miglior musical per Blood Brothers